# Spořič vody
Spořič vody je nástavec na sprchovou nebo vodovodní baterii, který snižuje průtok a tím spoří vodu, což se projeví i na snížení spotřeby média (elektřiny, plynu), které vodu ohřívá. 
Vytékající voda ze spořiče je promíchána se vzduchem a výsledkem toho je při nižším průtoku vody proud, který je dostatečný pro mytí rukou, sprchování či mytí nádobí. Na spořič vody jsou kladeny vysoké hygienické požadavky, protože se jeho části dostávají do styku s pitnou vodou. Proto každý takový výrobek musí mít hygienický atest splňující vyhlášku 409/2005 Sb. o hygienických požadavcích na výrobky přicházející do přímého styku s vodou a na úpravu vody (výrobky nesplňující tuto vyhlášku nesmějí být uváděny na český trh).  

## Funkce
Spořič vody funguje na fyzikálním principu hydrodynamického paradoxu, kde voda při průtoku nastavitelnou dýzou zvýší rychlost proudění a poklesne v ní tlak, což způsobí přisátí vzduchu dovnitř spořiče; výsledkem je provzdušněný proud vody. Tento proud vody dále protéká přes mechanické usměrňovače instalované v rozšíření zvaném difuzor, kde se upraví rychlost a tlak provzdušněné vody.

### Hlavní přínosy
Spořič vody našroubovaný na ústí vodovodní baterie nebo na vývod pro sprchu u sprchové baterie snižuje průtok a tím spoří vodu, provzdušňuje vytékající proud vody, snižuje spotřebu média, které vodu ohřívá a tím pomáhá snižovat emise vznikající spalováním. Spořiče vody splňující hygienické předpisy jsou vyrobeny z odolných materiálů a záruka na ně dosahuje zpravidla více než pět let.

### Typy spořičů vody
Spořiče vody jsou vyráběny ve dvou modifikacích, a to jako klasické, které jsou opatřeny jednoduchým závitem, nebo v úpravě antivandal, které se šroubují na vodovodní baterii speciálním klíčem. Spořiče typu antivandal je vhodné instalovat do veřejných budov a tam, kde je předpokládán větší pohyb osob a hrozí tak vyšší riziko odcizení (například na úřadech, ve školách, nemocnicích, hotelech, penzionech, ubytovnách apod.).

### Spořiče v praxi
Vodovodní baterií opatřenou pouze perlátorem protéká 15 až 20 litrů za minutu. Spořič vody dokáže tento průtok výrazně snížit na 3,5 až 9 litrů za minutu. Starší konstrukce spořičů vody měly proměnlivé nastavení průtoků, což se v praxi ukázalo jako zbytečné.